# Louis Charles de Bourbon, greve av Eu
Louis Charles de Bourbon, greve av Eu, född 1701, död 1775, var en fransk prins. 
Han var andra son till Louis Auguste de Bourbon, hertig av Maine och Louise Bénédicte de Bourbon och därmed släkt med kungahuset och räknad som kusin till kungen. Han gifte sig aldrig.
Han ärvde en stor förmögenhet av sin äldre bror 1755. Han ärvde också ett ämbete, och var guvernör i Languedoc. Han sålde 1762 furstendömet Dombes till kungen, och blev en populär filantrop. Han testamenterade sin förmögenhet till Louis-Jean-Marie de Bourbon.